# Lindscheid (Tholey)
Lindscheid ist ein Ortsteil der Gemeinde Tholey und liegt im nördlichen Saarland im Landkreis St. Wendel. Es liegt im  Bohnental und ist Teil des Naturparks Saar-Hunsrück.
Ende 2014 hatte Lindscheid 368 Einwohner und ist damit der kleinste Ortsteil in der Gemeinde.

## Geschichte
Lindscheid wurde urkundlich erstmals 1258 unter dem Namen Lindschad erwähnt.
War bis 1814 dem Kanton Tholey zugeordnet, im Département Moselle.
Am 1. Januar 1974 wurde Lindscheid in die Gemeinde Tholey eingegliedert.

## Vereine
In Lindscheid sind einige Vereine tätig: 
- TTC Lindscheid
- Frauenturnverein
- Obst- und Gartenbauverein

Daneben gibt es die Freiwillige Feuerwehr, die 1962 gegründet wurde. Heute gehört der Löschbezirk Lindscheid zur Freiwilligen Feuerwehr Tholey.
Außerdem gibt es noch einen Verein speziell für Jugendliche, der sich um den Betrieb des örtlichen Jugendzentrums kümmert.

## Kultur
Im Laufe des Jahres finden einige Veranstaltungen und Feste statt.
Neben den jährlichen Festen, die von den Vereinen (Sommerfest des TTC, Tag der offenen Tür der Feuerwehr, Rosenmontag-Faschingsball des Frauen-Turn-Clubs) organisiert werden, wird hier auch das traditionelle Pfingstfest gefeiert. Dieses wurde im Jahr 2008 im Zuge einer 750-Jahr-Feier auf 3 Tage ausgedehnt.

Im Ortsbereich befindet sich auch eine Freizeitanlage mit Grillhütte, Schwimmbecken und Wassertretanlage.